# Pierre Carlier
Pierre Carlier (3 dicembre 1915 – ...) è stato un cestista svizzero.

## Carriera
Con la Svizzera ha partecipato alle Olimpiadi di Berlino 1936, dove la sua squadra è arrivata 9ª in classifica, a pari merito con il Giappone e la Cecoslovacchia. All'epoca della partita di pallacanestro disputatasi era il più della sua squadra.